# 今度は、華麗な宴にどうぞ。
『今度は、華麗な宴にどうぞ。』（こんどは、かれいなうたげにどうぞ）は、沢田研二の11作目となるオリジナル・アルバム。
1978年8月10日にポリドール （現ユニバーサルミュージック）からLP盤でリリースされた。
その後CD化され、1991年と1996年に東芝EMIから、また2005年にはユニバーサルミュージックから再リリースされている。

## 解説
前作の『思いきり気障な人生』に続き、全楽曲の作詞を阿久悠、作曲を大野克夫、編曲を船山基紀が手掛けている（「ヤマトより愛をこめて」の編曲は宮川泰）。沢田の代表曲である「ダーリング」と劇場用アニメ映画『さらば宇宙戦艦ヤマト 愛の戦士たち』のエンディングテーマ「ヤマトより愛をこめて」が収録されている。
ロックチューンからバラードまで多彩に並べられ、中でも「スピリット」は9分30秒近い長尺のバラードである。本作は42分半の作品であるので「スピリット」1曲が全体の約1/5を占めることとなる。また、デザインに早川タケジの名が久々にクレジットされており、以後数々のビジュアルワークを披露することとなる。
1978年には収録曲の一つ「探偵（哀しきチェイサー） 」をモチーフにしたドラマが作られ（『天国への階段』を参照）2009年・2011年には沢田主演の音楽劇として『探偵〜哀しきチェイサー』が制作された（ドラマとは別の物語）。

## 収録曲
- 全曲、作詞：阿久悠／作曲：大野克夫／編曲：船山基紀（特記以外）

1. ダーリング
2. 酔いどれ関係
「ヤマトより愛をこめて」のB面曲。
3. ハッピー・レディー
4. 女はワルだ
5. 探偵（哀しきチェイサー）
6. ヤマトより愛をこめて
編曲：宮川泰
シングルバージョンを収録。
映画で使用された別のバージョンはベストアルバム『Royal Straight Flush 1971-1979』に収録されている。
7. お嬢さんお手上げだ
「ダーリング」のB面曲。
8. グッバイ・マリア
9. スピリット